# Phrixocomes
Phrixocomes is een geslacht van vlinders van de familie spanners (Geometridae), uit de onderfamilie Oenochrominae.

## Soorten
- P. gephyrea Turner, 1936
- P. hedrasticha Turner, 1936
- P. nexistriga Prout, 1910
- P. ptilomacra Lower, 1892
- P. steropias Meyrick, 1890